# کشیدن دندان
کشیدن دندان به معنای درآوردن آن از جایگاه دندان در استخوان فک است. خارج کردن دندان‌ها در موارد زیادی تجویز می‌شود. اگرچه کشیدن دندان‌ها اغلب جراحی ماینور است، اما کماکان یک جراحی است.

## موارد تجویز خارج کردن دندان‌ها
۱. اسیب شدید دندان یا ضربه:برخی از دندان‌ها به دلیل پوسیدگی شدید و آسیب گسترده (شکسته یا ترک خورده) تعمیرشان امکان‌پذیر نیست و نیاز به کشیدن دندان است. به عنوان مثال دندان‌هایی که تحت تأثیر بیماری‌های لثه (پریودنتال) هستند ممکن است نیاز به کشیدن پیدا کنند. در این بیماری‌ها همان‌طور که بیماری بدتر می‌شود حمایتی که توسط استخوان دندان از دندان می‌شود کمتر می‌شود و اغلب منجر به کشیدن دندان می‌شود. پوسیدگی‌های شدید که قابل بازسازی نباشند، نکروز پالپ و پالپیت برگشت‌ناپذیری که امکان درمان ریشه نداشته باشند، بیماری‌های پریودنتال شدید با تحلیل استخوان برگشت‌ناپذیر و لقی دندان از جمله‌ی این موارد هستند.
۲. دندان‌های نابجا یا فاقد عملکرد:برای جلو گیری از عوارض احتمالی که ممکن است دندان‌های نابجا تأثیر منفی دربهداشت دهان و دندان شما داشته باشند، ممکن است دندان پزشک شما به شما توصیه کند دندان‌های نابجا و بی‌فایده را بکشید (دندان‌هایی که اثری در گاز گرفتن ندارند). دندان‌هایی که باعث ترومای مخاطی می‌شوند و نمی توان با ارتودنسی آن‌ها را به موقعیت درست برد؛ دندان‌های بلندتر از اکلوژن و با رشد بیش از حد (hyperocclusion) که مقابل‌شان دندانی نیست و با دیگر درمان‌ها تداخل دارند، مثال‌هایی از این مسئله هستند.
۳. درمان ارتودنسی:در درمان ارتودنسی ممکن است برای چیدمان درست دندانهاهای بهبود یافته نیاز به کشیدن دندان باشد. دندان‌هایی که عموما خارج می‌شوند، پرمولر‌های اول ماگزیلا و مندیبل و مولرهای سوم هستند.
۴. دندان اضافی:دندان‌های اضافی ممکن است از رشد دندان‌های دیگر جلوگیری کند
۵. پرتودرمانی :در پرتودرمانی سر و گردن ممکن است برای پیشگیری از عوارض احتمالی مانند جلوگیری از ایجاد عفونت نیاز به کشیدن دندانها باشد. بیمارانی که برای سرطان‌های سر و گردن نیاز به پرتودرمانی دارند باید از نظر سلامت دندان‌ها بررسی شوند. دندان‌های مشکوک (questionable) باید قبل از پرتودرمانی خارج شوند.
۶. پیوند اعضای بدن:داروهایی که بعد از پیوند عضو استفاده می‌شوند ایمنی بدن را ضعیف میکندو این حالت خطر ابتلا به عفونت دندان را افزایش می‌دهد؛ بنابراین ممکن است قبل از عمل نیاز به کشیدن برخی از دندان‌ها باشد.

## موارد منع تجویز خارج کردن دندان‌ها
در افرادی که شدیدا بیمار هستند یا ایمنی تضعیف‌شده دارند، کشیدن دندان‌ها باید ارزیابی شود. شرایطی مثل بیماری‌های متابولیک کنترل‌نشده‌ی شدید، بیماری کلیوی پیشرفته، مشکلات قلبی پیشرفته، لوسمی و لنفوم، هموفیلی، درمان با بیس‌فسفونات وریدی، پری‌کرونیت و پرتودرمانی سر و گردن مواردی هستند که کشیدن دندان ملاحظه دارد. در بیماران دیابتی، درصورتی که بیماری با داروهای مربوطه کنترل شده باشد، کشیدن دندان مانعی ندارد.

## ابزارها

### اولویتور
الویتور (به انگلیسی: elevator)ابزاری است که جهت بلند کردن بافت ظریف و حساس مورد استفاده قرار می‌گیرد.

#### انواع
- اولویتور دندان(dental elevator): جهت جدا کردن دندان و ریشه آنها از آلوئول درگیر مورد استفاده قرار می‌گیرد.
- اولویتور گونه‌ای(malar elevator): حهت بلند کردن و جابجا کردن استخوان گونه مورد استفاده قرار می‌گیرد.
- اولویتور پریوستئال یا پریوست استخوان(periosteal elevator): دارای تیغه بسیار ظریف جهت بلند کردن ضریع استخوان مورد استفاده قرار می‌گیرد.[۳]

تیغه این ابزار از جنس فولاد ضد زنگ یا می‌باشد
دسته این ابزار از جنس‌ها متفاوتی است و می‌تواند فولاد ضد زنگ، فنلی، آلومینیوم آنودایز باشد.

#### عملکرد اصلی

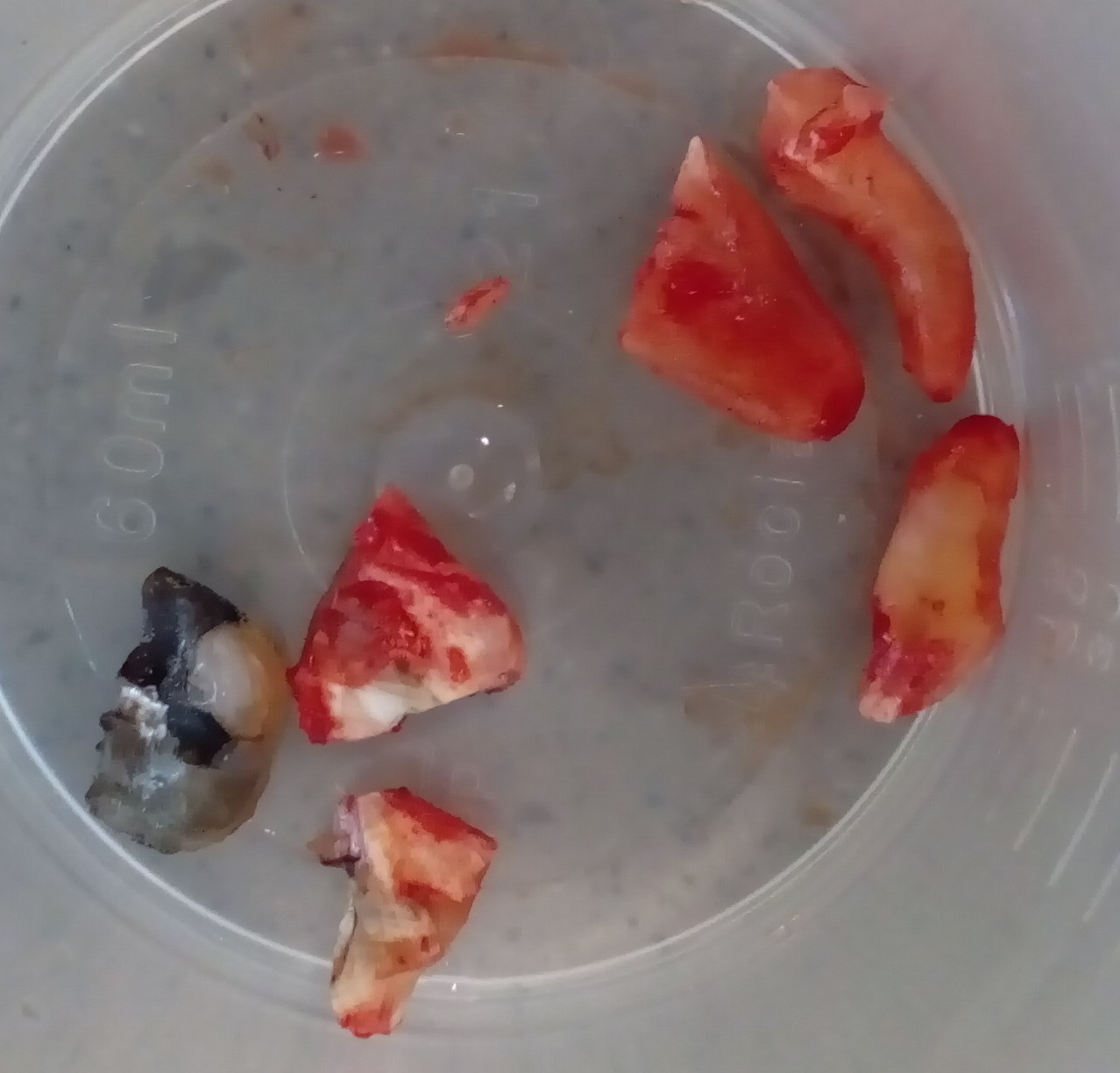

- جهت بالا بردن و جدا کردن استخوان، بافت و عصب
- جهت تمیز کردن و خراش استخوان
- جهت اکسپوز ناحیه شکستگی در نواحی دیگر یا استخوان
- پریوست استخوانی جهت برش نواری در ضریع استخوان مورد استفاده قرار می‌گیرد.

#### بیشترین کاربرد
- تروما
- اعمال جراحی نخاع، استخوان و دیگر جراحی‌های بافت نرم[۴]